# نهنگ‌نگری

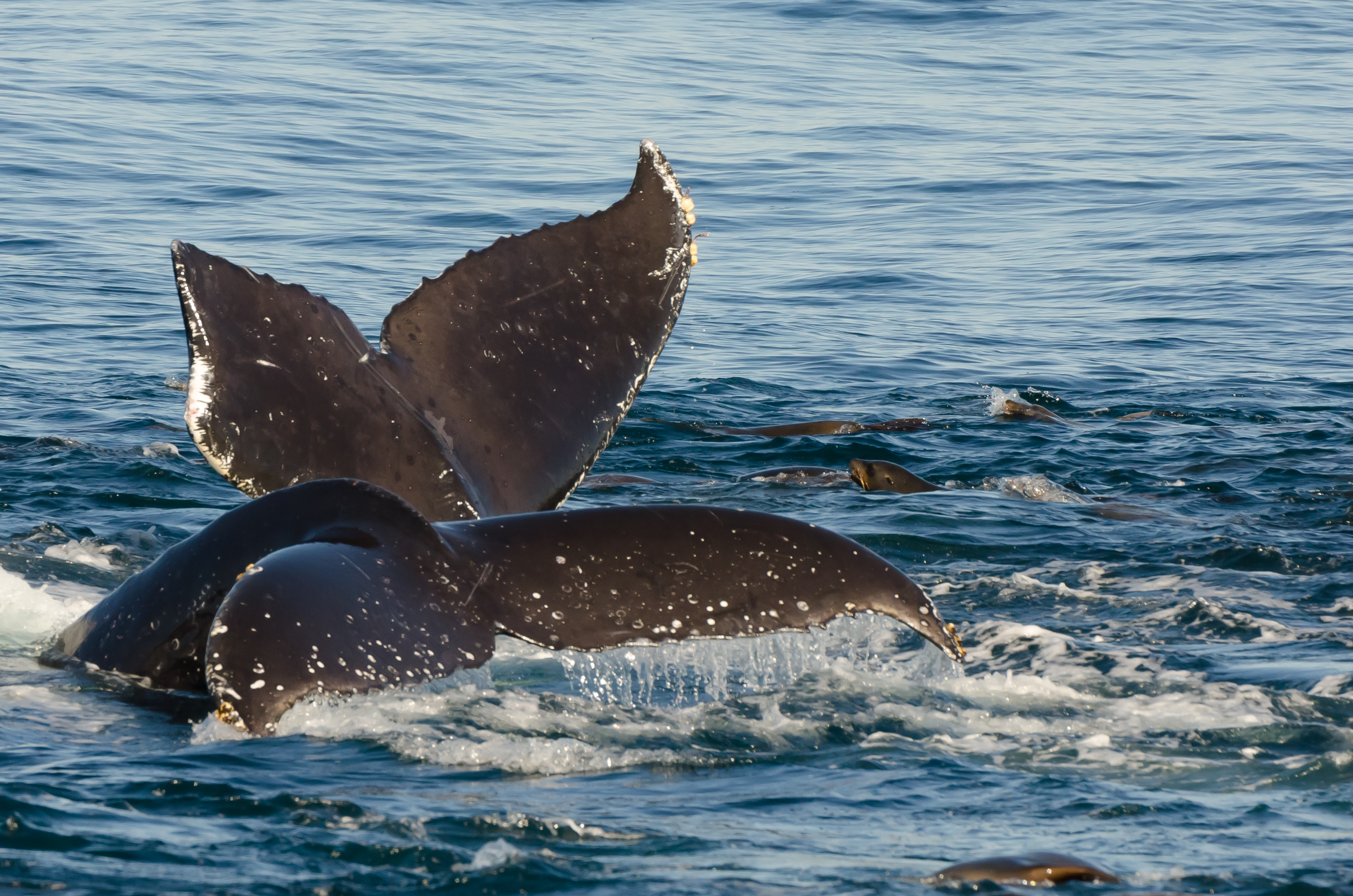
نهنگ‌های گوژپشت و شیرهای دریایی کالیفرنیا در خلیج مونتری، ۲۰۱۳

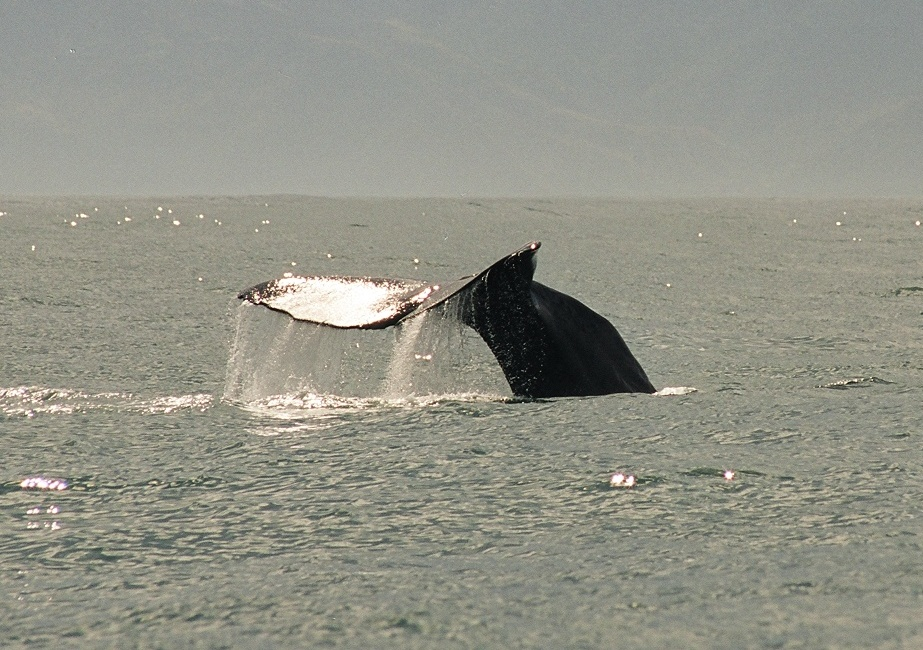
تماشای نهنگ در کایکورا، دسامبر ۲۰۰۰

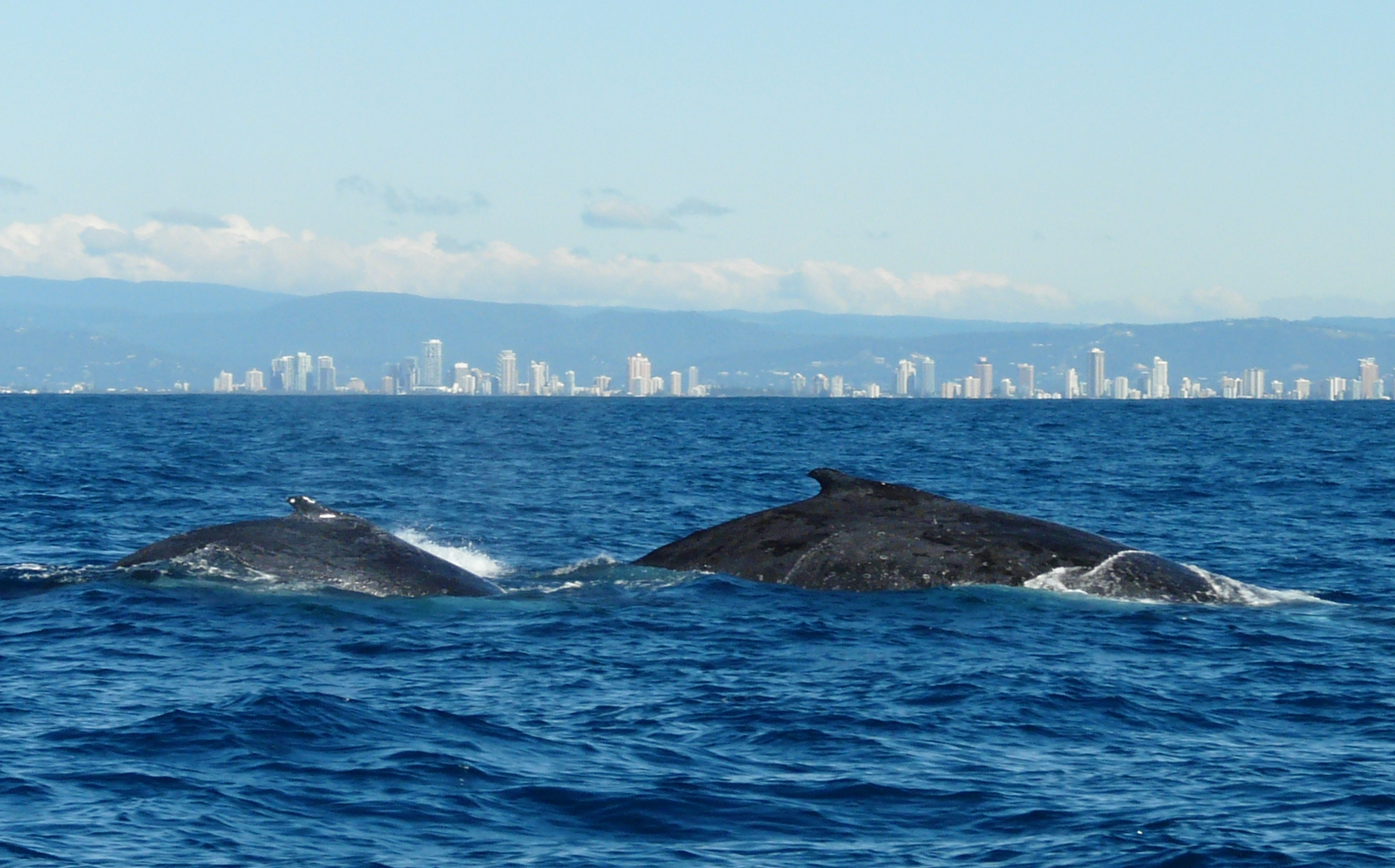
چند نهنگ گوژپشت در ساحل طلایی، کوئینزلند مشاهده شدند

نهنگ نگری یا تماشای نهنگ تمرین مشاهده نهنگ‌ها و دلفین‌ها (سیستوسان) در زیستگاه طبیعی‌شان است. تماشای نهنگ بیشتر یک فعالیت تفریحی است (نگاه کنید به پرنده‌نگری)، اما می‌تواند اهداف علمی و/یا آموزشی نیز داشته باشد. مطالعه‌ای که در سال ۲۰۰۹ برای صندوق بین‌المللی رفاه حیوانات تهیه شد، تخمین زد که ۱۳ میلیون نفر در سال ۲۰۰۸ در سراسر جهان به تماشای نهنگ رفتند. تماشای نهنگ با استخدام حدود ۱۳۰۰۰ کارگر، سالانه ۲٫۱ میلیارد دلار درآمد گردشگری در سراسر جهان ایجاد می‌کند.

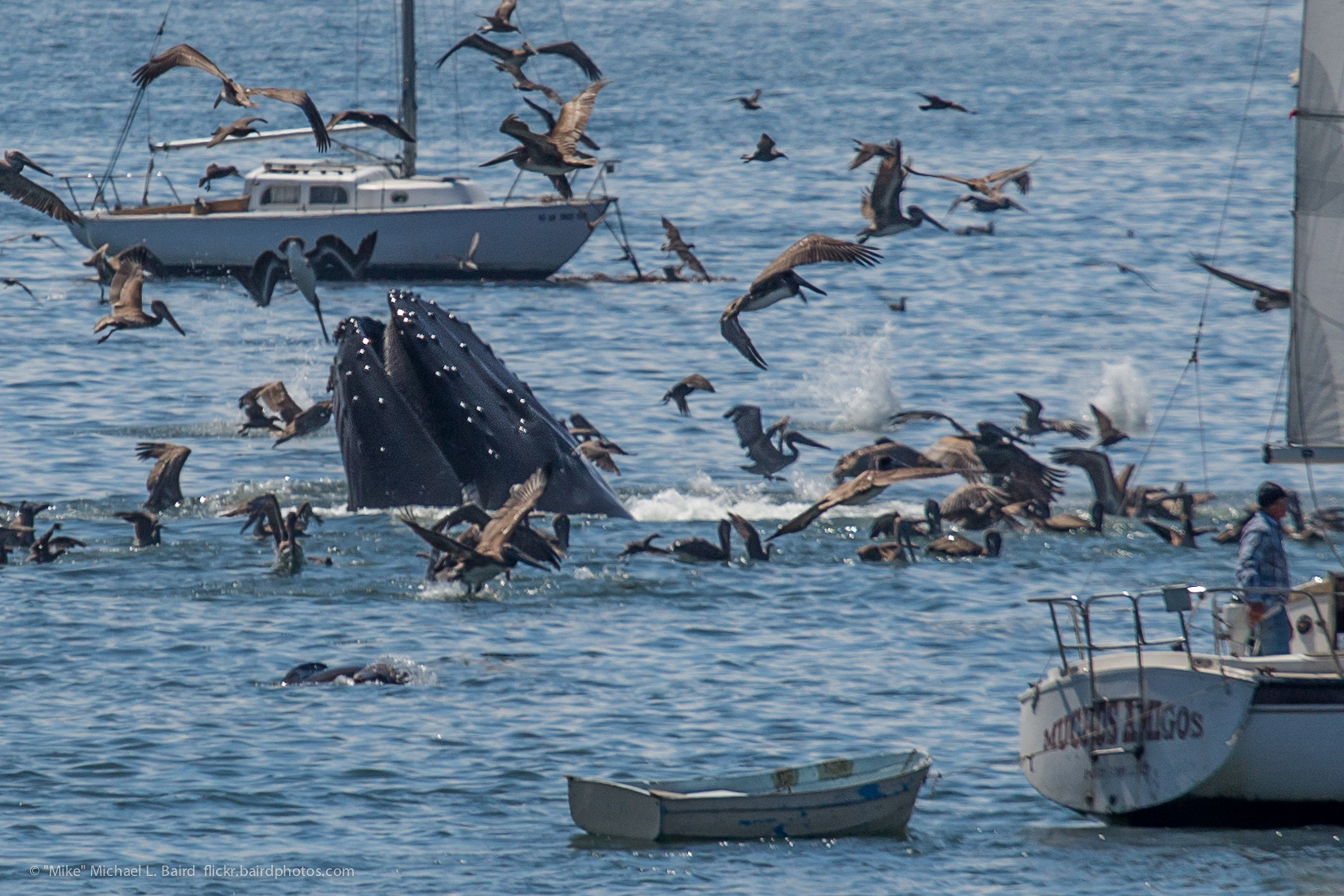
نهنگ گوژپشت و پلیکان قهوه ای در ساحل آویلا، کالیفرنیا